# Kerk en Zanen (Alphen aan den Rijn)
Kerk en Zanen is een grootschalige woonwijk aan de zuidkant van de Nederlandse gemeente Alphen aan den Rijn.
De naam Kerk en Zanen is afgeleid van de gelijknamige polder Kerk en Zanen.

## Opzet
De wijk is gelegen tussen het spoor aan de noordzijde en de Rijksweg 11 aan de zuidzijde. In de wijk bevinden zich een kazemat uit de Tweede Wereldoorlog en het themapark Archeon. Een groot deel van de wijk is sinds 1990 aangelegd, maar het gebied langs de rijksweg is nog volop in ontwikkeling. De postcode van de wijk is 2408. Midden in de wijk ligt een groot park, het Europapark, dat uitloopt in zuidelijke richting in de Alphense Wetering. Kenmerkend voor de opzet van het plan is de waaiervormige indeling waarin de centrale as wordt gevormd door de langzaamverkeerroute van de wijk. Kerk en Zanen is een wijk met een heldere stedenbouwkundige structuur met specifieke plaatsen voor hoogteaccenten en openbaar groen. Deze structuur vormt het raamwerk voor de uitgesproken, expressieve en sterk uiteenlopende architectuur in de wijk. Er zijn en worden in het gebied Kerk en Zanen verschillende bouwprojecten gerealiseerd.

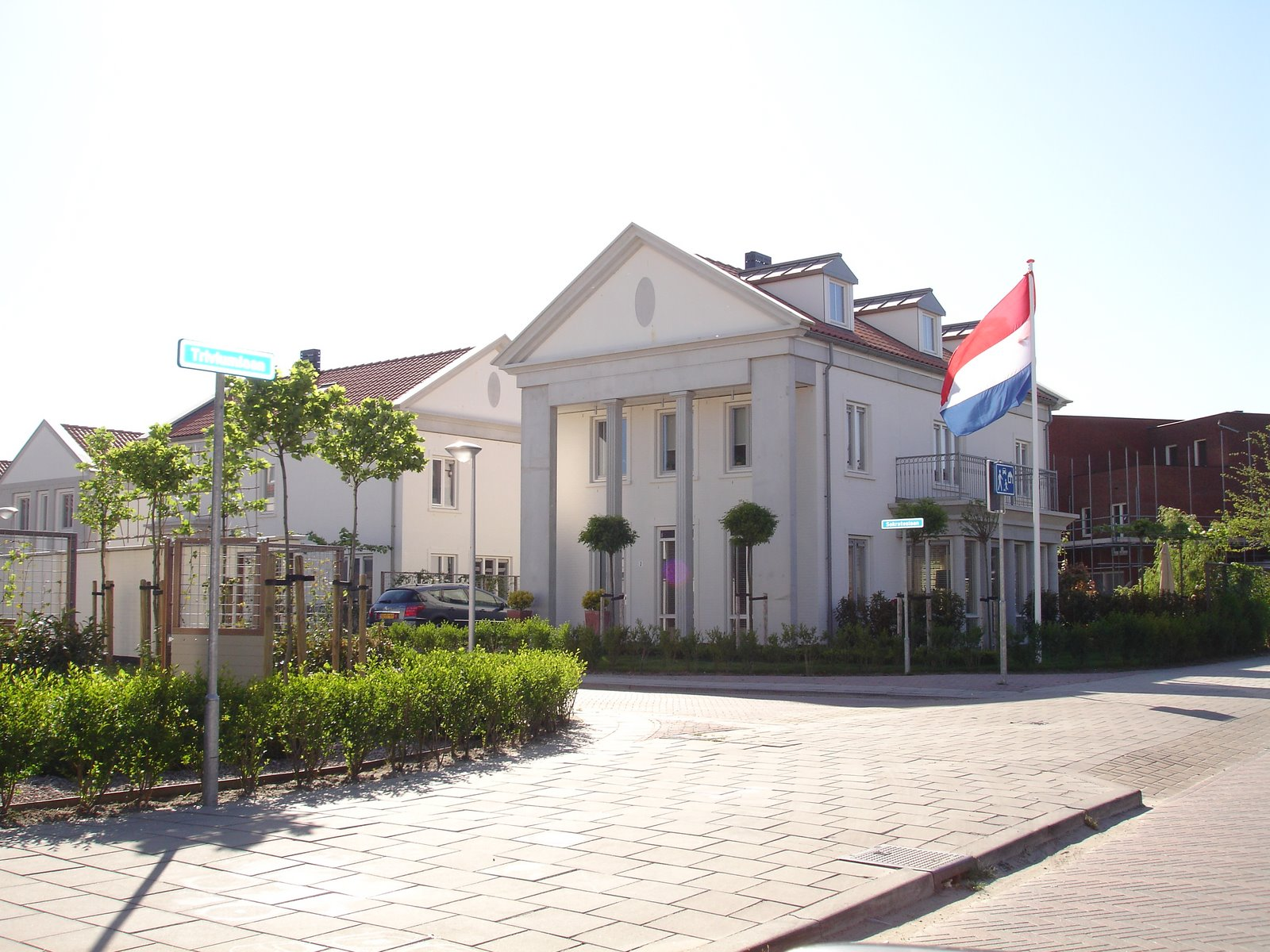
Een woning uit het deelgebied Klassiek van het villapark Burggooi
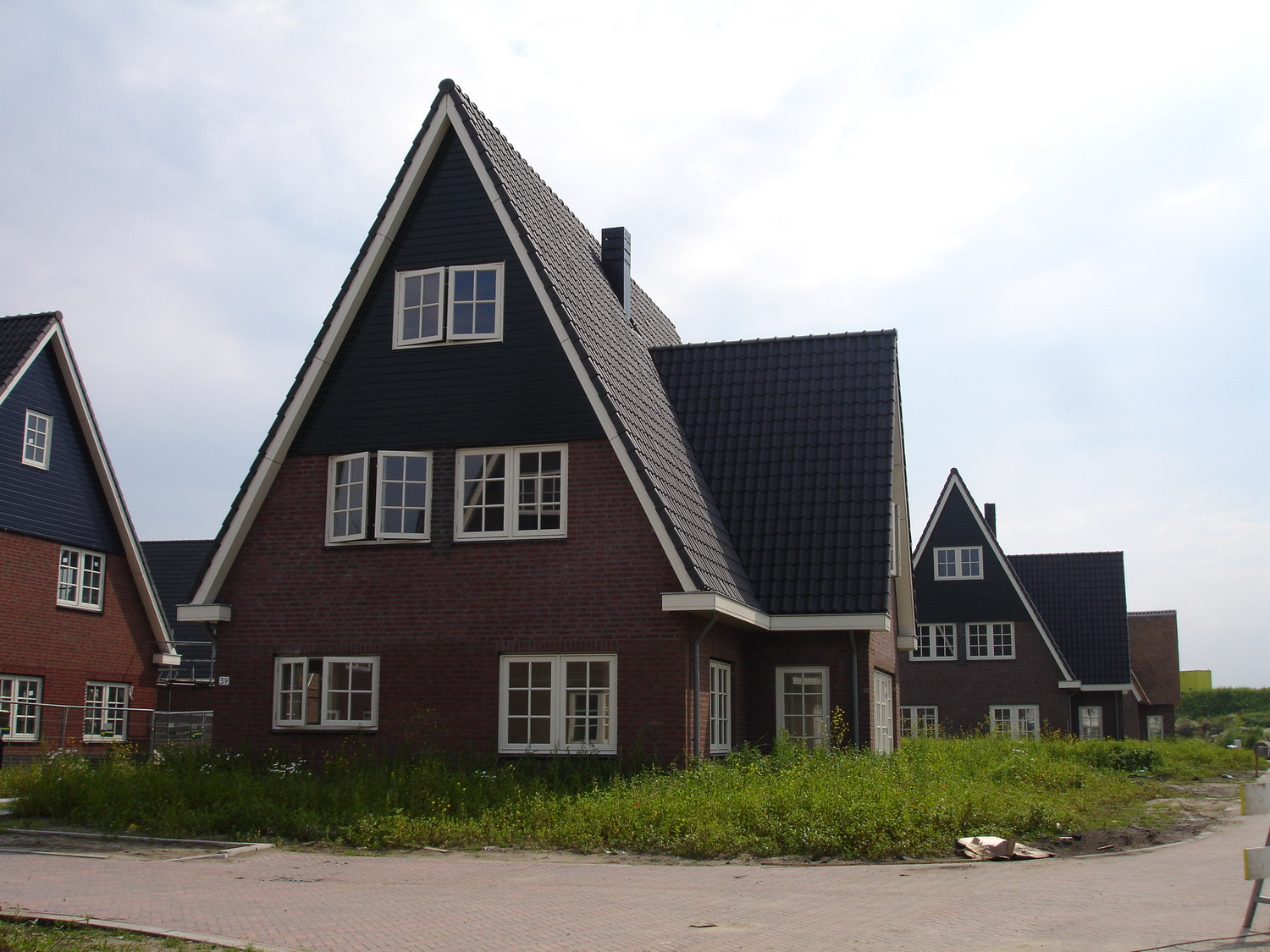
Een woning uit het deelgebied Landelijk van het villapark Burggooi
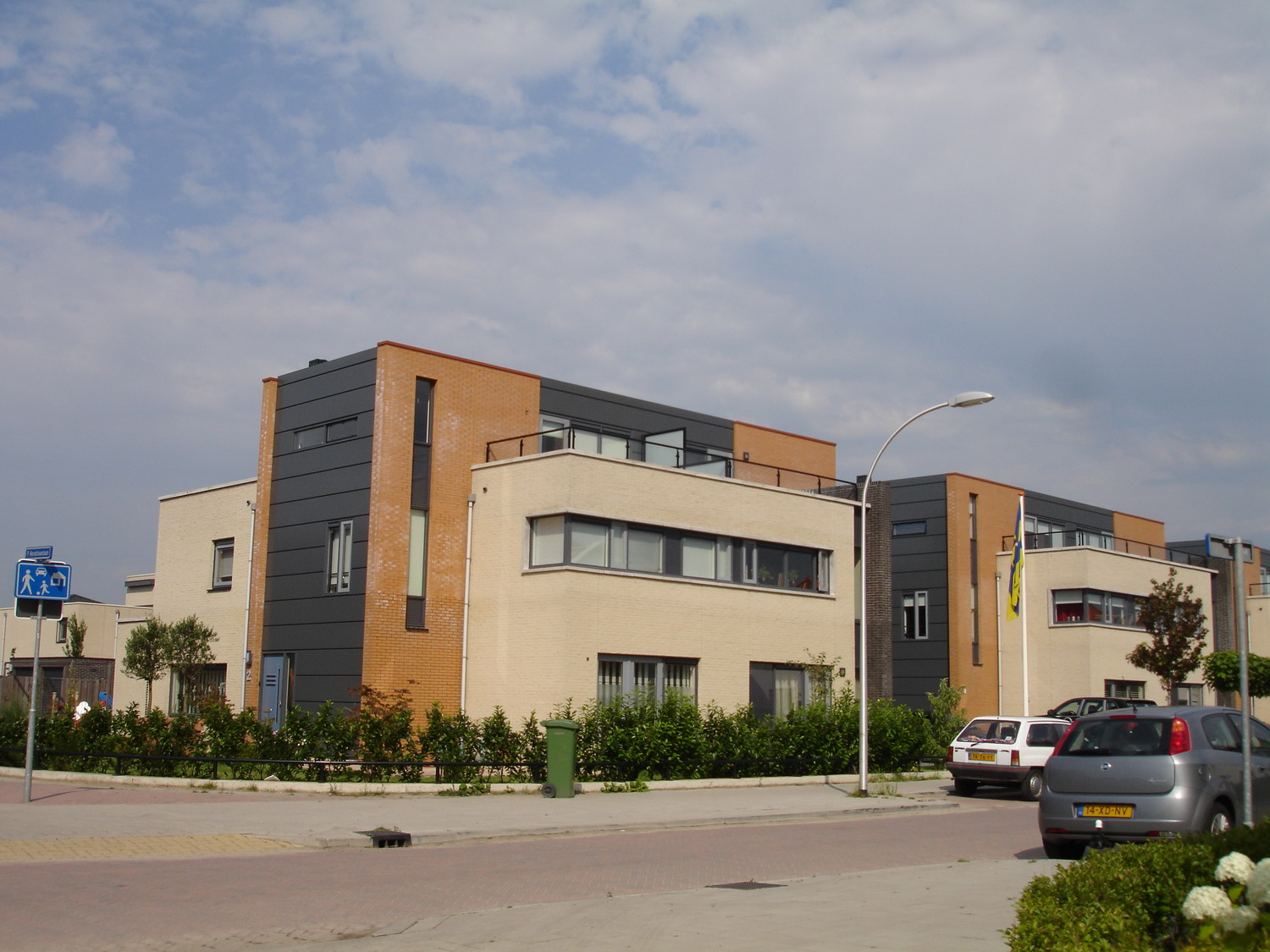
Een woning uit het deelgebied Modern van het villapark Burggooi
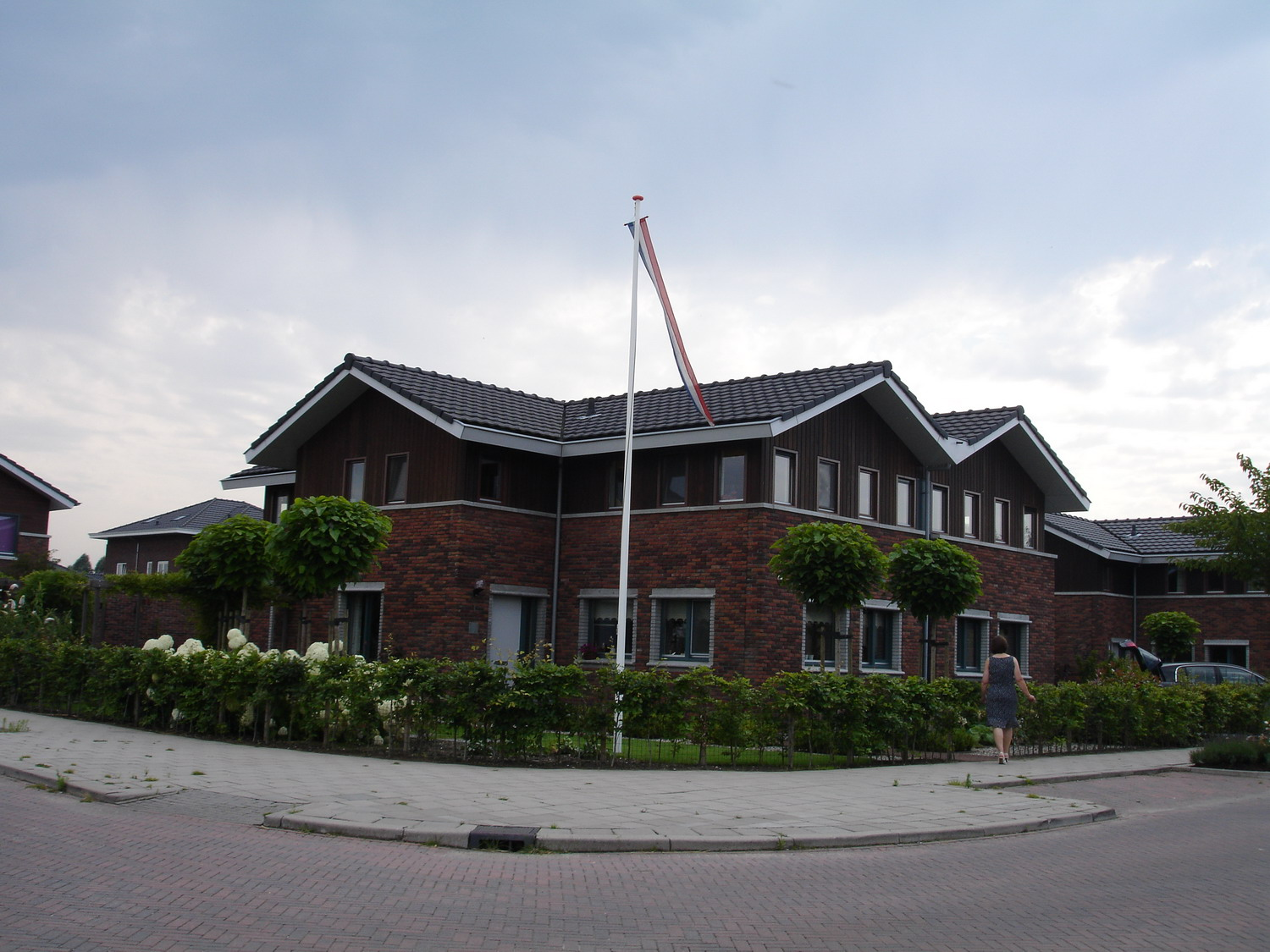
Een woning uit het deelgebied Traditioneel van het villapark Burggooi